# Coma de l'Embut
La Coma de l'Embut és una vall del terme municipal de Queralbs, al Ripollès.
Està situada al vessant nord de la Serra de l'Embut, entre el Puigmal, el Pic del Segre i el Roc dels Eugassers. Hi neixen diferents corrents fluvials que formen el Torrent de la Coma de l'Embut i desemboquen al Torrent de Finestrelles. Hi passa el camí que va del Santuari de Núria al Puigmal per la ruta clàssica.